# Back to Back (Booker T. & the MG's)
Back to Back è un album live a nome di The Mar-Keys e Booker T. & the M.G.'s, pubblicato dalla Stax Records nell'agosto del 1967. Il disco fu registrato dal vivo nel marzo 1967 all'Olympia di Parigi (Francia).

## Tracce
Lato A
1. Green Onions – 4:12 (Booker T. Jones, Steve Cropper, Al Jackson Jr., Lewis Steinberg) – Booker T. & The MG's
2. Red Beans and Rice – 1:55 (Steve Cropper, Donald Dunn, Al Jackson, Booker T. Jones) – Booker T. & The MG's
3. Tic-Tac-Toe – 2:35 (Booker T. Jones, Steve Cropper, Al Jackson Jr., Donald Dunn) – Booker T. & The MG's
4. Hip Hug-Her – 2:51 (Steve Cropper, Booker T. Jones, Donald Dunn, Al Jackson Jr.) – Booker T. & The MG's
5. Philly Dog – 2:55 (Rufus Thomas) – The Mar-Keys

Lato B
1. Grab This Thing – 2:25 (Steve Cropper, Alvertis Isbell) – The Mar-Keys
2. Last Night – 3:18 (The Mar-Keys) – The Mar-Keys
3. Gimme Some Lovin' – 2:56 (Fred Carter) – Booker T. & The MG's
4. Booker Loo – 3:18 (Steve Cropper, Booker T. Jones, Al Jackson Jr., Donald Dunn) – Booker T. & The MG's
5. Outrage – 2:40 (William Allan, Steve Cropper, Al Jackson Jr., Lewis Steinberg) – Booker T. & The MG's

## Musicisti
A1, A2, A3, A4, B3, B4, B5
- Booker T. Jones - organo
- Steve Cropper - chitarra
- Donald Dunn - basso
- Al Jackson Jr. - batteria

A5, B1, B2
- Booker T. Jones - organo
- Steve Cropper - chitarra
- Donald Dunn - basso
- Al Jackson Jr. - batteria
- Wayne Jackson - tromba
- Joe Arnold - sax alto
- Andrew Love - sassofono tenore[2]